# Goodyera tesselata
Goodyera tesselata är en orkidéart som beskrevs av Conrad Loddiges. Goodyera tesselata ingår i släktet knärötter, och familjen orkidéer. Inga underarter finns listade i Catalogue of Life.